# Fiumicello
Fiumicello (friülà Flumisel) és un municipi italià, dins de la província d'Udine. L'any 2007 tenia 4.839 habitants. Limita amb els municipis d'Aquileia, Grado (GO), Ruda, San Canzian d'Isonzo (GO), Turriaco (GO) i Villa Vicentina. Es troba dins la comarca de la Bassa Friülana.

## Administració
| Període | Identitat  | Partit        |
| ------- | ---------- | ------------- |
| 2004-   | Paolo Dean | Llista cívica |

## Personatges il·lustres
- Ugo Pellis, escriptor i filòleg.